# István Miklós
István Miklós (* 13. února 1958) byl slovenský a československý politik, maďarské národnosti, po sametové revoluci poslanec Sněmovny národů za hnutí Együttélés.

## Biografie
Ve volbách roku 1990 kandidoval do slovenské části Sněmovny národů (volební obvod Středoslovenský kraj) za hnutí Együttélés, respektive za koalici Együttélés a Maďarské křesťanskodemokratické hnutí. Mandát nabyl až dodatečně jako náhradník v prosinci 1990. Ve Federálním shromáždění setrval jen do března 1991, kdy rezignoval. Nastoupil pak místo něj Zoltán Boros.